# Ареал мистецтва в Мюнхені
Ареал мистецтва (Kunstareal, «Кунстареал») — музейний квартал в районі Максфорштадт у Мюнхені.

## Музеї
- Стара пінакотека — європейський живопис XIII—XVIII ст.
- Нова пінакотека — європейський живопис і скульптура XVIII—XIX ст.
- Пінакотека сучасності — світовий живопис, скульптура і фотографія XX і XXI ст.; колекція творів дизайну, графіки і архітектури
- Палац Дюркгайм — Центр поширення мистецтва
- Турецькі ворота — майданчик для художніх виставок
- Музей Брандхорста — приватна колекція сучасного живопису
- Гліптотека (Мюнхен)  — старогрецька, римська і етруська скульптура
- Державне античне зібрання (старогрецькі, римські і етруські вази, ювелірне мистецтво і мистецтво малих форм)
- Міська галерея у будинку Ленбаха — старий мюнхенський живопис, «Синій вершник» і «Нова речовинність», світовий живопис і скульптура ХХ і XXI ст.
- Державні графічні збори (Мюнхен) — світова графіка від Ренесансу до сучасності
- Музей копій класичної скульптури.

## Фототека

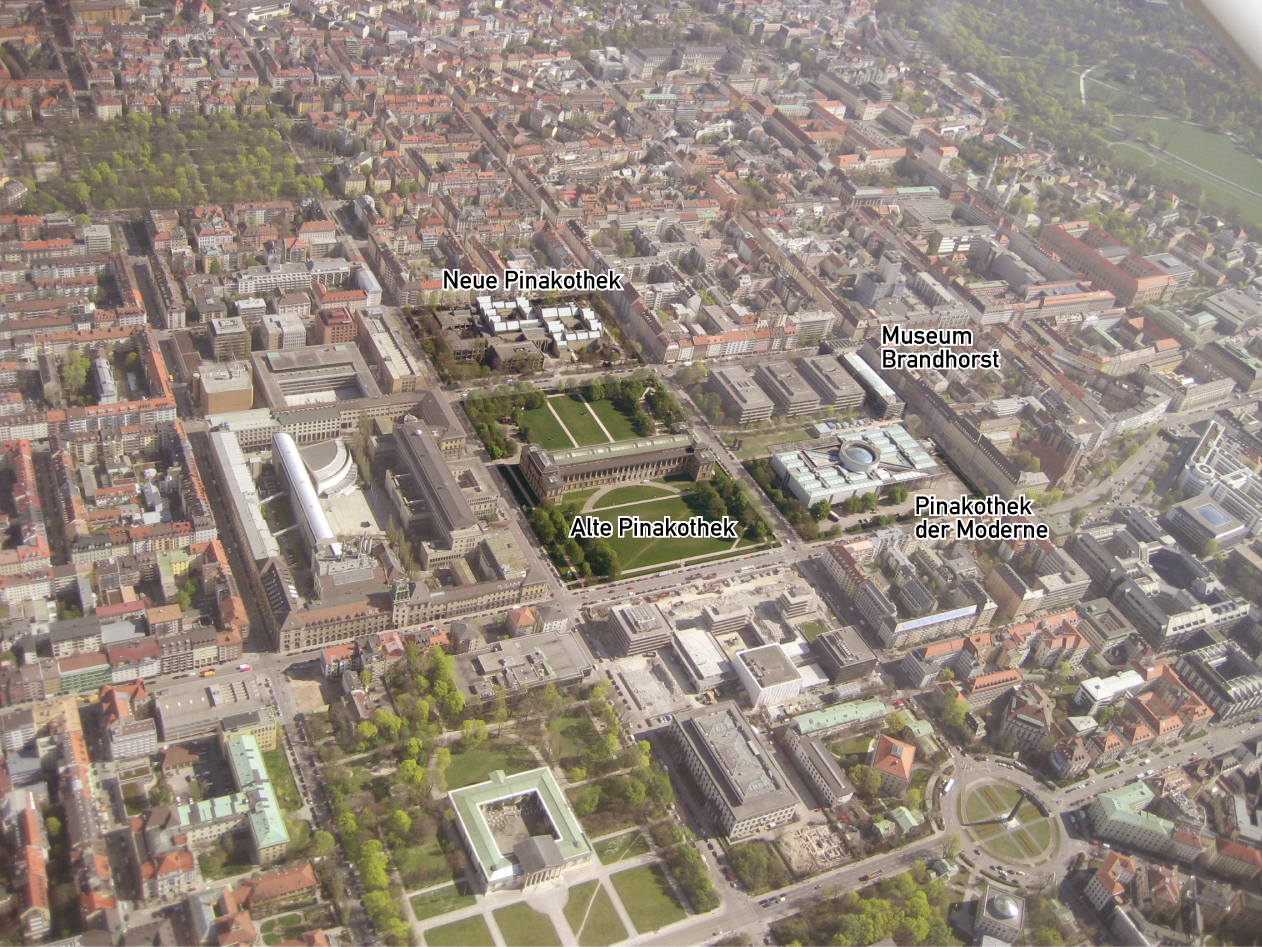
Розташування пінакотек і Зборів Брандхорста в Ареалі мистецтва у Мюнхені
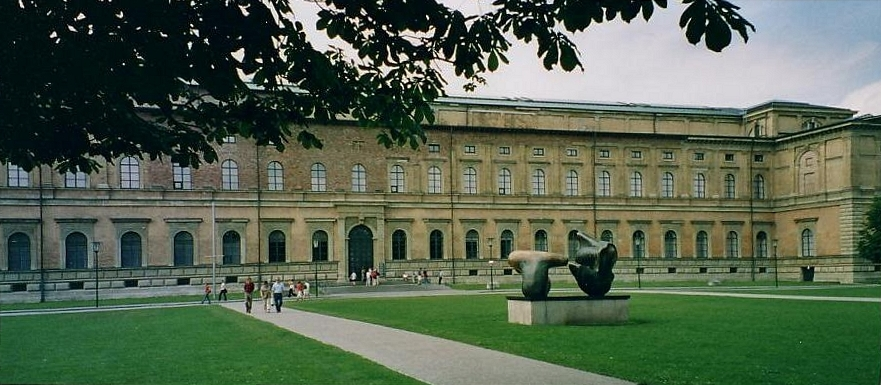
Стара Пінакотека
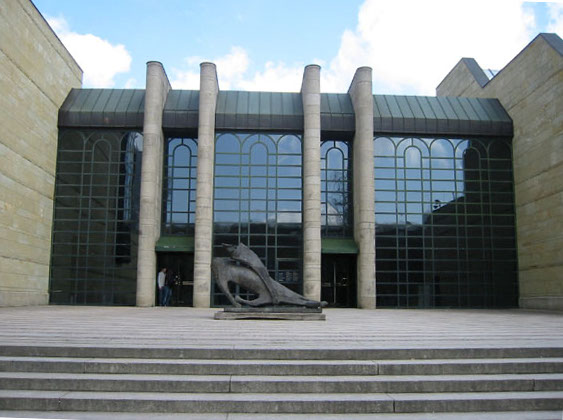
Нова Пінакотека
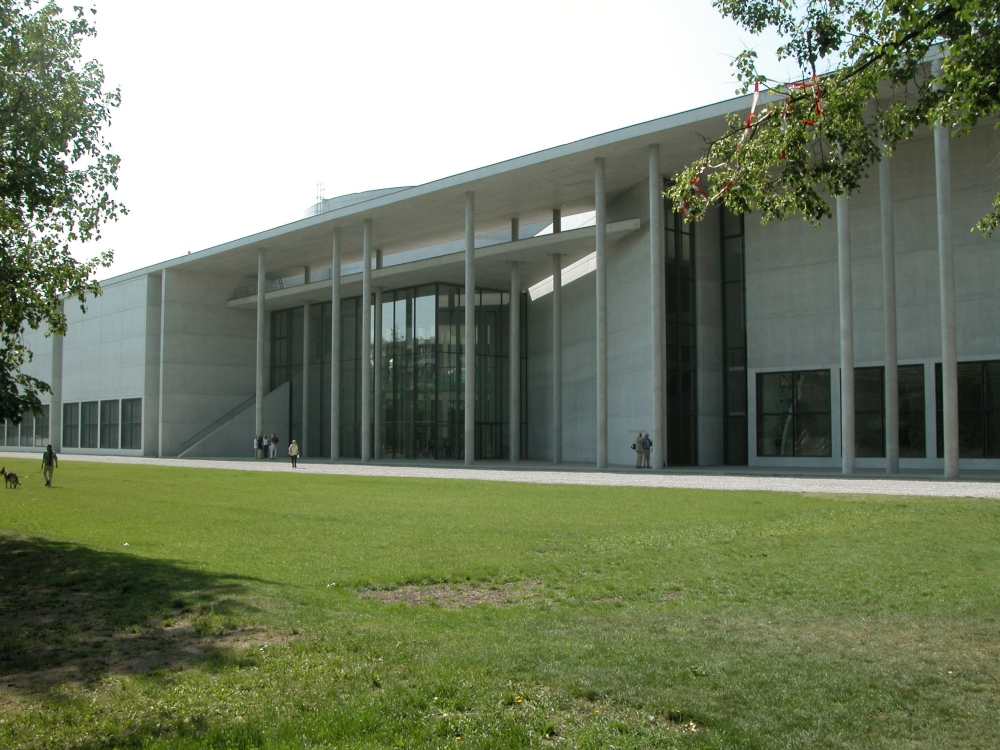
Пінакотека Модерну
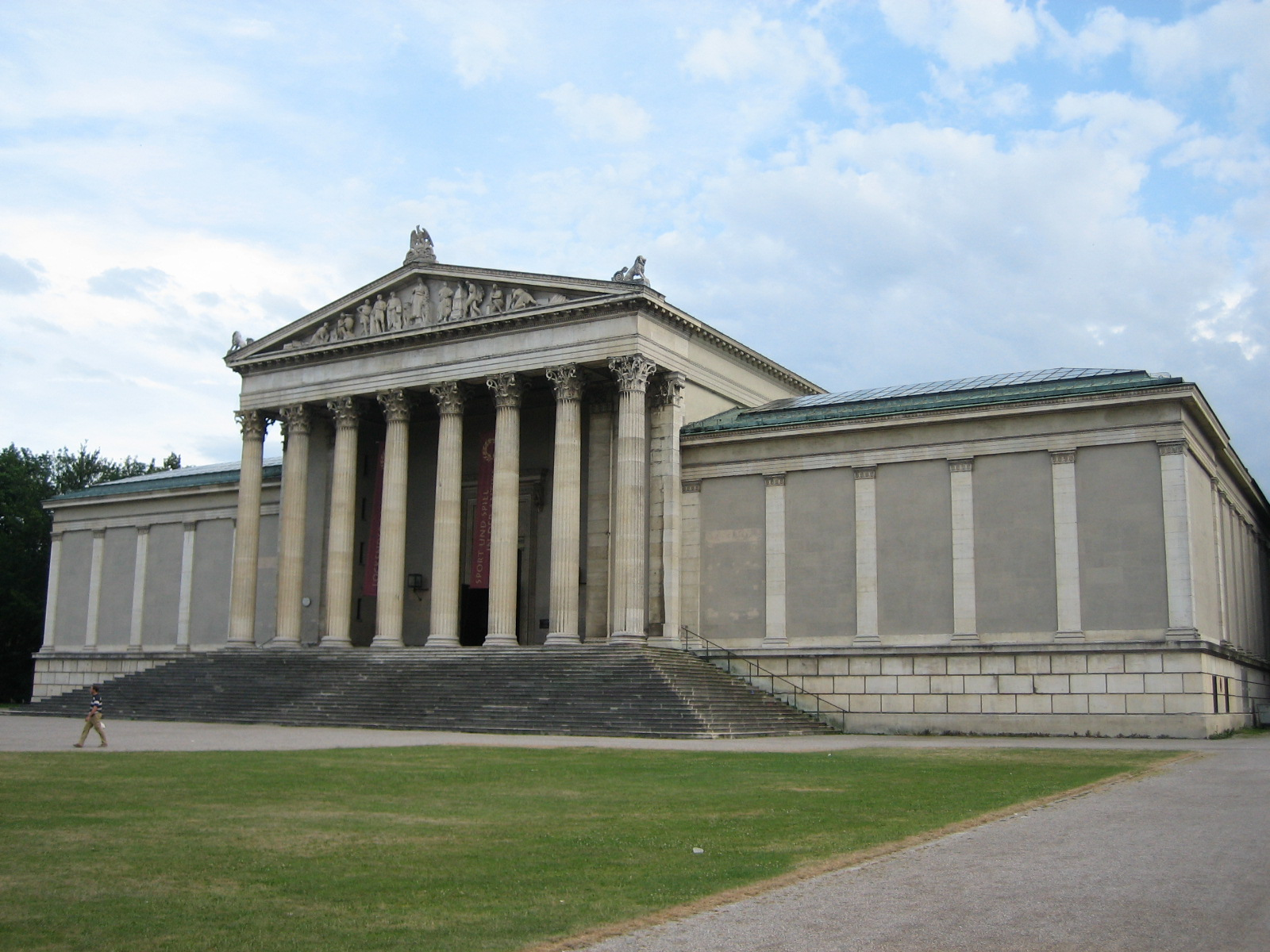
Державне античне зібрання
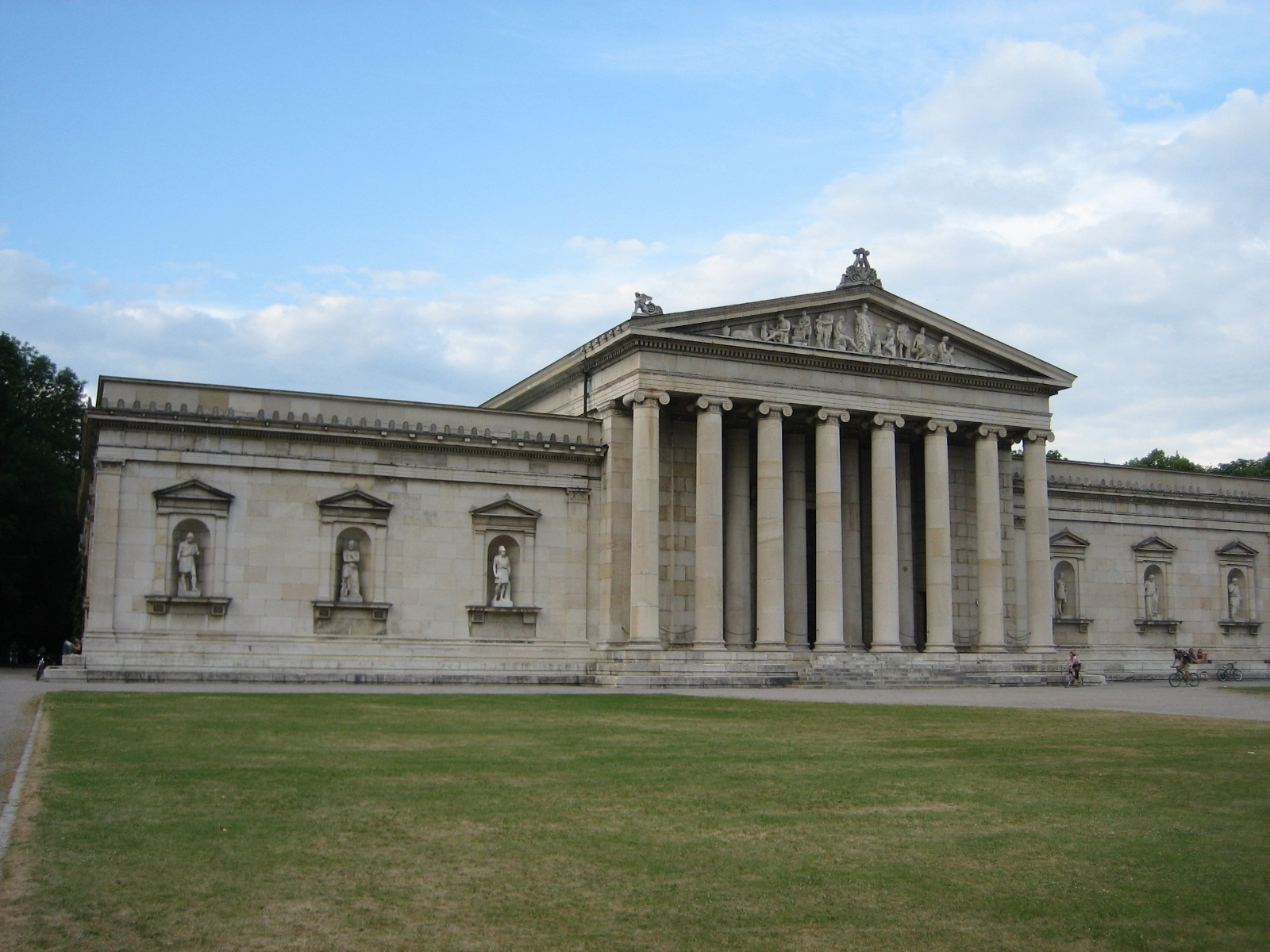
Гліптотека
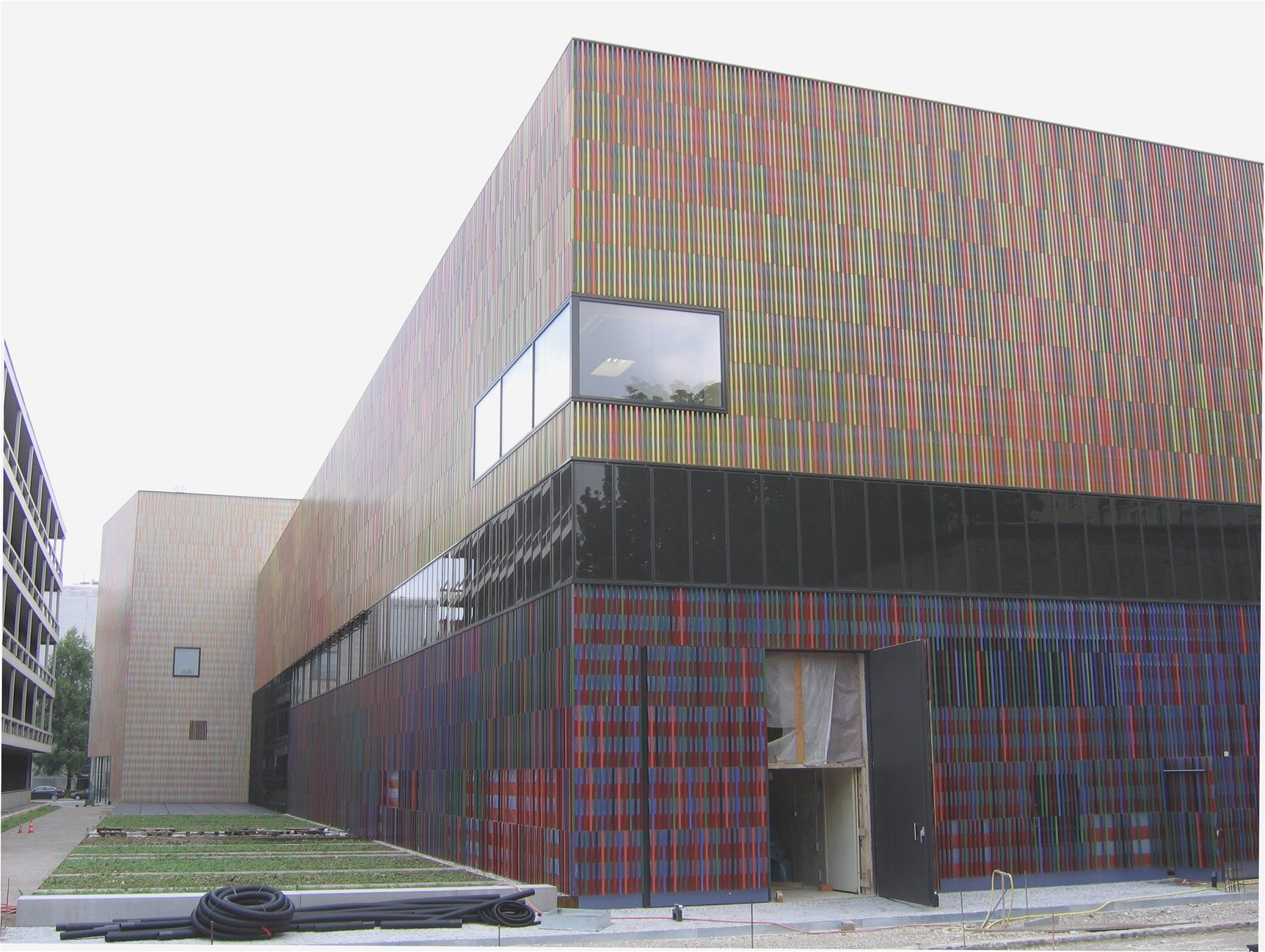
Музей Брандхорста
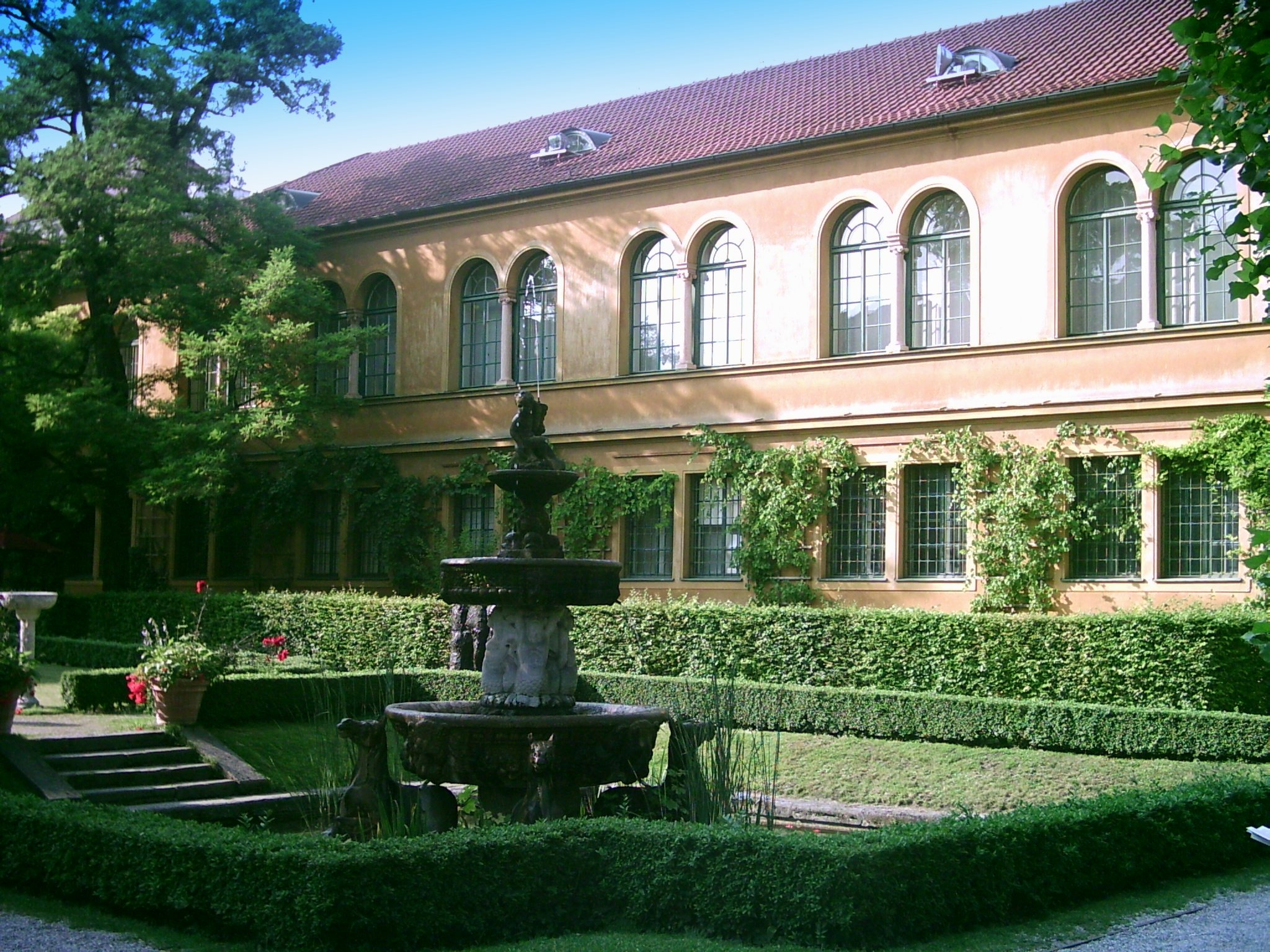
Міська галерея у будинку Ленбаха
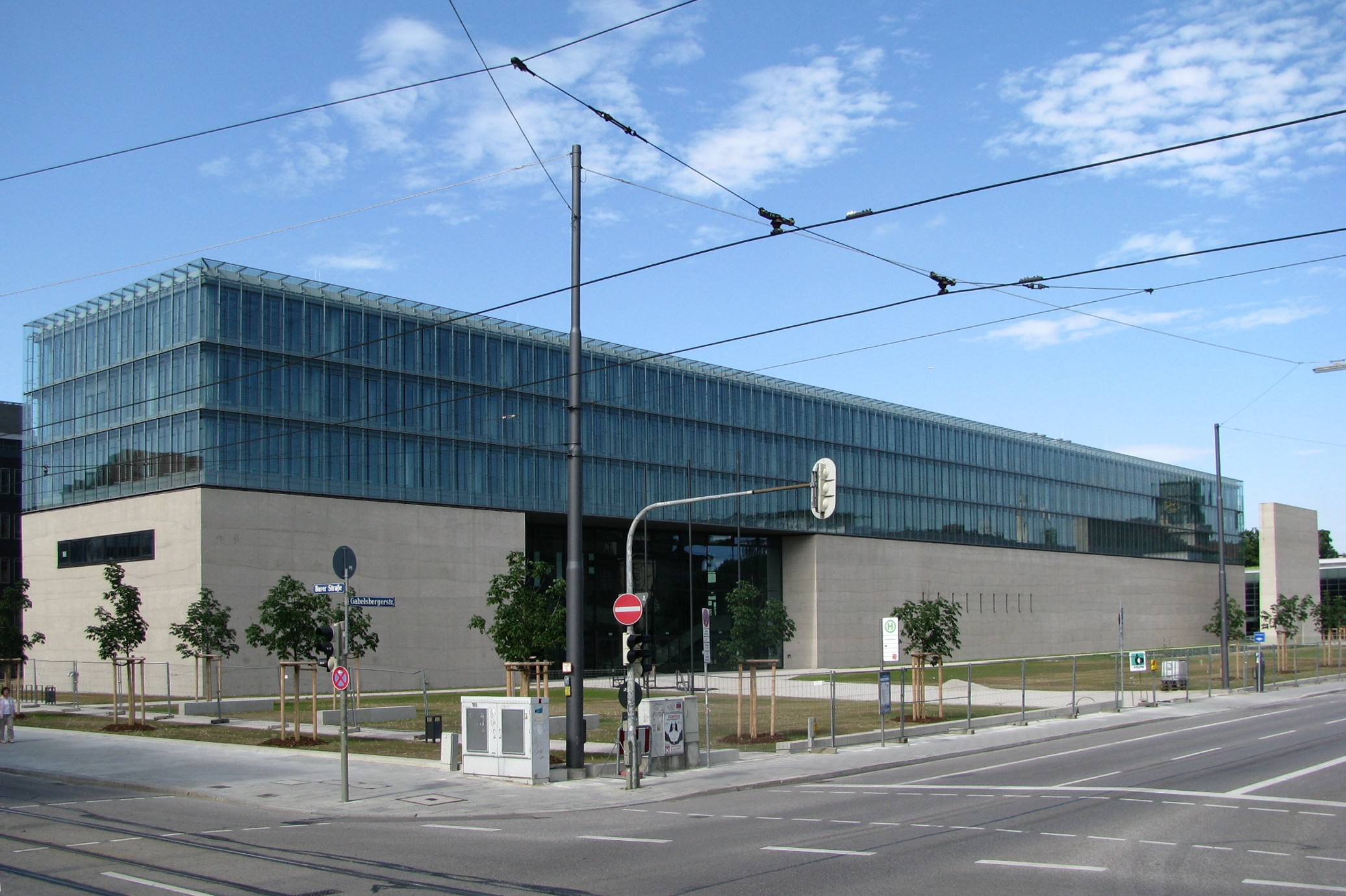
Єгипетський музей

## Ресурси Інтернету
- Ареал мистецтва [Архівовано 24 лютого 2011 у Wayback Machine.]
- Kunstareal München [Архівовано 12 жовтня 2016 у Wayback Machine.]